# WWF Fully Loaded
Fully Loaded was een jaarlijks professioneel worstel-pay-per-view (PPV) evenement dat georganiseerd werd door de Amerikaanse worstelorganisatie World Wrestling Federation (WWF, nu WWE). De eerste editie van Fully Loaded, die voor het eerst werd gehouden in 1998, was een evenement van In Your House. De editie van 1999 heette simpelweg Fully Loaded toen WWF de In Your House series, na februari 1999 liet vallen. Fully Loaded werd in 2000 nog een jaar vastgehouden. In 2001 werd het pay-per-view slot van het evenement vervangen door de eenmalige Invasion , die in 2002 werd vervangen door Vengeance.

## Chronologie
| Editie | Datum        | Stad               | Locatie              | Main Event                                                                               |
| ------ | ------------ | ------------------ | -------------------- | ---------------------------------------------------------------------------------------- |
| IYH    | 26 juli 1998 | Fresno, Californië | Selland Arena        | Kane & Mankind (c) vs. The Undertaker & Steve Austin voor het WWF Tag Team Championship. |
| 1999   | 25 juli 1999 | Buffalo, New York  | Marine Midland Arena | Steve Austin (c) vs. The Undertaker in een First Blood match voor het WWF Championship.  |
| 2000   | 23 juli 2000 | Dallas, Texas      | Reunion Arena        | The Rock vs. Chris Benoit voor de WWF Championship.                                      |